# Le Rhône (théâtre)
Le Rhône est une salle de spectacle  située à Bourg-lès-Valence. 
Ce théâtre a une capacité de 840 spectateurs en version assis et de 1 250 spectateurs en version assis/debout. C'est une salle majeure de la Drôme. 
Parmi ses plus belles têtes d'affiche ces dernières années, les venues d'artistes tels que Zazie, Yannick Noah, Florence Foresti, Calogero, Christophe Willem, Franck Dubosc, Nicolas Canteloup, Chimène Badi, Bernard Lavilliers, Pascal Obispo, Maceo Parker, Noëlle Perna ou encore Mimie Mathy. 
Construit en 1992, le théâtre va fermer ses portes en juin 2024 pour deux ans. Une nouvelle salle de spectacle plus grande est à l'étude. La gestion du théâtre a été transférée à Valence Romans Agglo,.  